# Euxoa tronella
Euxoa tronella là một loài bướm đêm trong họ Noctuidae.